# Гай Антоний Хибрида
Гай Антоний Хибрида (на латински: Gaius Antonius Hybrida; * около 106 пр.н.е.; † след 42 пр.н.е.) e римски политик от фамилията на Антониите. Допълнителното му име Хибрида идва вероятно от произхода му.

## Биография
Гай е вторият син на Марк Антоний Оратор и е брат на Марк Антоний Кретик и чичо на триумвир Марк Антоний.
Военната си кариера започва при Сула като легат и командир на кавалерия по времето на войните с Митридат VI. След връщането на Сула в Рим, Гай остава с кавалерията си в Гърция, за да пази мира и реда. Той използва времето си в ограбване на храмове и свещени места за себе си.
През 76 година пр.н.е. го преследват за това. След години цензорите го гонят от Сената.
През 71 година пр.н.е. и 68 година пр.н.е. е избран за народен трибун, през 66 година пр.н.е. за претор и през 63 година пр.н.е. за консул заедно с Цицерон. Той помага тайно на Катилина, но след обещанието на Цицерон да го направят проконсул на богатата провинция Македония сменя страната.
При започването на заговора на Катилина той е длъжен като консул да поеме главното командване и да поведе войска към Етрурия, но предава в деня на битката, поради заболяване, командирането на Марк Петрей.
В Македония го намразват заради жестокото му управление и изнудване и е принуден да напусне провинцията. През 59 година пр.н.е. в Рим е даден под съд за участие в заговора на Катилина и за изнудванията в Македония. Антоний е осъден, въпреки защитата от Цицерон. Той отива в изгнание в Кефалония. Помилван е през 44 година пр.н.е. от Гай Юлий Цезар. През 42 година пр.н.е. е цензор.

## Фамилия
Жени се за жена с непознато име и има две дъщери:
- Антония Хибрида Старша се омъжва за римския трибун Луций Каниний Гал (народен трибун 56 пр.н.е.);
- Антония Хибрида Младша e първата съпруга на Марк Антоний.